# Now What?!
Now What?! је 19. албум британског хард рок састава Deep Purple, који излази у априлу 2013. године, а објављује га дискографска кућа 'Edel' (у Европи), 'Eagle Records' (у САД) и 'Victor' (у Јапану).
Дана 26. фебруара 2013. године, саопштен је наслов албума. Осим тога 29 марта 2013. изашао је нови сингл са песмама "Hell to Pay" and "All the Time in the World" на CD-у и винилу. Група је 7. јуна објавила нови сингл са новом песмом "First Sign of Madness" и две песме са албума Rapture of the Deep на CD синглу и 7" провидном винилу, а могао је да се скине са интернета (као ограничено издање и видео-клип.
Песме "Uncommon Man" and "Above and Beyond", које обухватају текст "Souls having touched are forever entwined", су посвећене оснивачу групе Џон Лорду, који је умро у јулу 2012. године. "Uncommon Man" делимично је инспирисана класичним композицијом "Fanfare for the Common Man" (Фанфаре за обичног човека) где су на синтисајзеру генерисане Фанфаре коју је извео Дон Ери.
Албум се појавио на 104. месту on Sputnikmusic листе, "Best Progressive Rock Albums у 2013. години"
Албум Now What?! је продат у 4,000 копија у првој недељи продаје у САД.
Шест месеци након изласка албума Now What?! постигнут је златни тираж у Немачкој (продато 100.000 копија).
То је био први Дип Перпл студијски албум који се налази на листи УК Топ 40 албума након албума The Battle Rages On, 1993. године.

## Сертификати
| Држава  | Организација | Година | Продаја          |
| Немачка | BVMI         | 2013   | Gold (+ 100,000) |
| Русија  | NFPF         | 2013   | Gold (+ 25,000)  |
| Пољска  | ZPAV         | 2013   | Gold (+ 10,000)  |
| Чешка   | ČNS IFPI     | 2013   | Gold (+ 2,500)   |

## Списак песама

### Стандардно издање
| №               | Назив                     | Трајање |  |
| 1.              | A Simple Song             | 4:39    |  |
| 2.              | Weirdistan                | 4:14    |  |
| 3.              | Out of Hand               | 6:09    |  |
| 4.              | Hell to Pay               | 5:10    |  |
| 5.              | Bodyline                  | 4:26    |  |
| 6.              | Above and Beyond          | 5:30    |  |
| 7.              | Blood from a Stone        | 5:18    |  |
| 8.              | Uncommon Man              | 7:02    |  |
| 9.              | Après Vous                | 5:24    |  |
| 10.             | All the Time in the World | 4:21    |  |
| 11.             | Vincent Price             | 4:46    |  |
| Укупно трајање: | Укупно трајање:           | 57:06   |  |

| №               | Назив           | Трајање |  |
| 12.             | It'll Be Me     | 3:02    |  |
| Укупно трајање: | Укупно трајање: | 60:08   |  |

| №   | Назив                 | Трајање |  |
| 12. | It'll Be Me           | 3:02    |  |
| 13. | First Sign of Madness | 4:26    |  |

| №   | Назив                      | Трајање |  |
| 12. | It'll Be Me                | 3:02    |  |
| 13. | First Sign of Madness      | 4:26    |  |
| 14. | Hell to Pay (инструментал) | 5:11    |  |
| 15. | Après Vous (инструментал)  | 5:23    |  |

| №   | Назив                                                                      | Трајање |  |
| 12. | Highway Star (live from the Hard Rock Cafe, London, UK, October 2005)      | 8:09    |  |
| 13. | Perfect Strangers (live from the Hard Rock Cafe, London, UK, October 2005) | 6:41    |  |
| 14. | All the Time in the World (Alternative Radio Mix)                          | 3:48    |  |

| №   | Назив                                                                       | Трајање |  |
| 12. | It'll Be Me                                                                 | 3:02    |  |
| 13. | Smoke on the Water (live from the Hard Rock Cafe, London, UK, October 2005) | 6:50    |  |
| 14. | Wrong Man (live from the Hard Rock Cafe, London, UK, October 2005)          | 4:29    |  |
| 15. | Hell to Pay (Radio Edit)                                                    | 3:42    |  |

### The Now What?! Live Tapes бонус CD)
| №   | Назив | Трајање |  |
| 1.  | Strange Kind of Woman (Rock in Roma, Capannelle Racecourse, Ippodromo delle Capannelle, Rome, Italy, 22 July 2013) | 6:06    |  |
| 2.  | Hard Lovin' Man (Skovdalen, Aalborg, Denmark, 8 August 2013)                                                       | 6:24    |  |
| 3.  | Vincent Price (Skovdalen, Aalborg, Denmark, 8 August 2013)                                                         | 4:29    |  |
| 4.  | Contact Lost (Skovdalen, Aalborg, Denmark, 8 August 2013)                                                          | 3:38    |  |
| 5.  | All the Time in the World (Dieci Giorni Suonati, Ippodromo del Galoppo, Milan, Italy, 21 July 2013)                | 4:56    |  |
| 6.  | No One Came (Getaway Rock Festival, Gasklockorna, Gaevle, Sweden, 10 August 2013)                                  | 5:21    |  |
| 7.  | Bodyline (Rock in Roma, Ippodromo delle Capannelle, Rome, Italy, 22 July 2013)                                     | 4:22    |  |
| 8.  | Perfect Strangers (Getaway Rock Festival, Gasklockorna, Gaevle, Sweden, 10 August 2013)                            | 6:53    |  |
| 9.  | Above and Beyond (Dieci Giorni Suonati, Ippodromo del Galoppo, Milan, Italy, 21 July 2013)                         | 5:29    |  |
| 10. | Lazy (Getaway Rock Festival, Gasklockorna, Gaevle, Sweden, 10 August 2013)                                         | 8:22    |  |
| 11. | Black Night (Rock in Roma, Ippodromo delle Capannelle, Rome, Italy, 22 July 2013)                                  | 9:03    |  |
| 12. | Smoke on the Water (Rock in Roma, Ippodromo delle Capannelle, Rome, Italy, 22 July 2013)                           | 7:18    |  |

## Састав
Дип перпл
- Ијан Гилан – вокал
- Стиви Морс – гитара, пратећи вокал
- Дон Ери – клавијатуре
- Роџер Главер – бас
- Ијан Пејс – бубњеви

Гостујући музичари
- Jason Roller – акустична гитара ("All the Time in the World")
- Eric Darken – удараљке ("Bodyline", "All The Time in the World")
- Mike Johnson – steel guitar ("All The Time in the World", "Vincent Price")
- David Hamilton – друга клавијатура ("Uncommon Man", "Weirdistan", "Above And Beyond")
- Студенти из школе Nimbus School of Recording Arts – хор ("Hell to Pay")
- Боб Езрин – други пратећи вокал & удараљке

Продукција
- Боб Езрин - продуцент, микс
- Justin Cortelyou - инжињер, микс
- Li Xiao Le - асистент инжињера
- Zach Allan, Jarad Clement - остали инжињери (The Tracking Room),
- Rob Harris, Mike Airey & Nathan Sage - остали инжињери (Rainbow Recorders)
- Грег Колби - мастеровано у Sterling Sound, New York City

## Издања по државама
- Европа, 2013, Ear Music,	0208486ERE, Now What?! ‎(CD, Album)
- Израел, 2013	Phonokol		2507-2	Now What?! ‎(2xCD, Album)
- Русија	2013	Soyuz Music		SZCD 6336-13	Now What?! ‎(2xCD, Album, Ltd, Gol)
- Европа	2013	Ear Music		0209064ERE	Now What?! ‎(2xCD, Album, Ltd, Gol)
- Русија	2013	Ear Music (2)		0209064ERE	Now What?! ‎(2xCD, Album, Unofficial, Gol)
- Европа	2013	Ear Music		0208578ERE	Now What?! ‎(2xLP, Album)
- Европа	2013	Ear Music		0209172ERE	Now What?! ‎(Box, Ltd + CD, Album + DVD-V + Album, Ltd + CD, Al)
- Украјина	2013	Moon Records (2)		MR 5569-2	Now What?! ‎(CD, Album)
- Јапан	2013	Victor		VICP-65152	Now What?! ‎(CD, Album)
- Мексико	2013	Scarecrow Records (2)		SR07884	Now What?! ‎(CD, Album)
- Русија	2013	Soyuz Music		SZCD 6201-13	Now What?! ‎(CD, Album)
- Сједињене Америчке Државе	2013	Eagle Records		ER203162	Now What?! ‎(CD, Album)
- Аустралија &  Нови Зеланд	2013	Shock (2), Ear Music		CTX698CD	Now What?! ‎(CD, Album)
- Индонезија	2013	Ear Music		0208486ERE	Now What?! ‎(CD, Album)
- Русија	2013	Soyuz Music, Ear Music		SZCD 6211-13	Now What?! ‎(CD, Album + DVD-V + Dig)
- Бразил	2013	Hellion Records		HEL 1061AB	Now What?! ‎(CD, Album + DVD-V + Ltd, Dig)
- Сједињене Америчке Државе	2013	Eagle Records		ER203182	Now What?! ‎(CD, Album + DVD-V + Ltd, Dig)
- Европа	2013	Ear Music		0208577ERE	Now What?! ‎(CD, Album + DVD-V + Ltd, Dig)
- Русија	2013	Ear Music (2), Ear Music (2)		4607147913765, 32606	Now What?! ‎(CD, Album + DVD-V, NTSC, Mul + Ltd, Unofficial, Di)
- Европа	2013	Ear Music		LOVECD253	Now What?! ‎(CD, Album, Ltd, Dig + DVD-V, Ltd)
- Бразил	2013	Hellion Records, Ear Music		HEL 1060	Now What?! ‎(CD, Album, RP)
- Јапан	2013	Victor		VIZP-116	Now What?! ‎(CD, Album, SHM + DVD + Ltd, Dig)
- Русија	2013	EAR Music (2)		0208577ERE	Now What?! ‎(CD, Album, Unofficial)
- Италија	2016	edel, Ear Music		none	Now What?! ‎(CD, Album, S/Edition)